# Monastère Saint-Pierre de Besalú
Le monastère Saint-Pierre de Besalú est un édifice situé dans le centre historique de Besalú (Garrotxa). Le bâtiment est déclaré bien culturel d'intérêt national dès 1931.

## Description

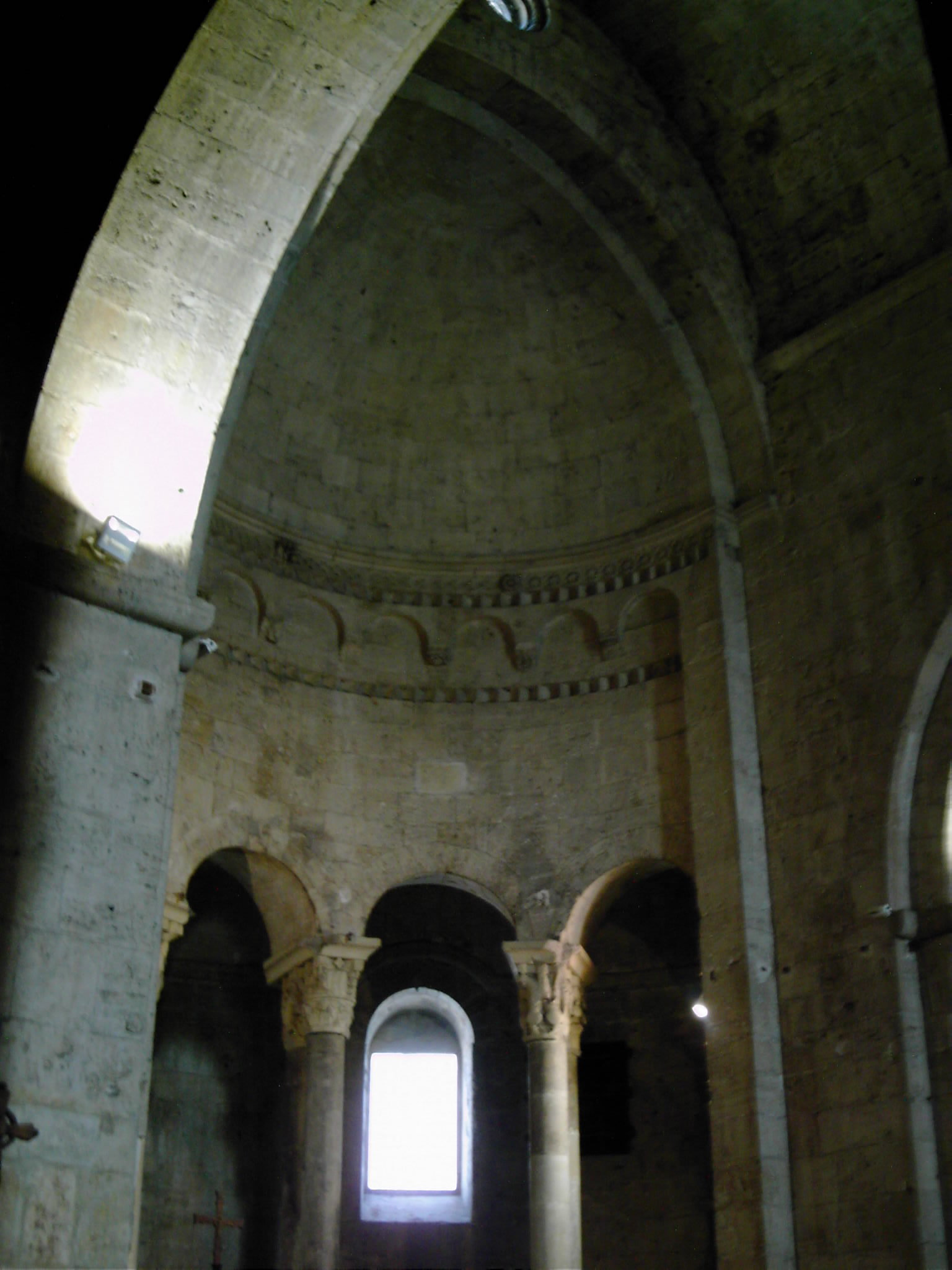
Détail du déambulatoire

De l'ancien monastère, il ne reste que l'église de plan basilical, avec trois nefs séparées par des piliers rectangulaires, une croisée de transepts, et une grande abside centrale. La nef centrale, plus haute, est couverte avec une voûte en berceau, et les latéraux avec des voûtes en quart de cercle. Dans l'épaisseur du mur des transepts, s'ouvrent de simples niches ou de petites absidioles qui ne sortent pas à l'extérieur. Trois absidioles ouvrent sur le mur de l'abside centrale. L'élément le plus remarquable de cet ensemble est le déambulatoire qui s'inscrit à l'intérieur de l'abside et qui est formé par quatre paires de colonnes avec des chapiteaux sculptés de décorations végétales ou des figurations humaines telles que Daniel et les Lions qui soulignent une influence de l'Italie du Nord. Ce secteur est couvert avec une voûte semi-circulaire d'un quart de cercle. Sur l'un des chapiteaux se trouve Hérode conseillé par le Diable et sur un autre, le massacre des saints innocents.
La façade présente également une influence nord-italienne. Elle est centrée sur un portail simple au-dessus duquel s'ouvre une fenêtre avec trois arcs en ogive en dégradé, et deux colonnettes sur chaque côté. De chaque côté, sont sculptés des lions en bas-reliefs, d'influence roussillonnaise qui flanquent la fenêtre. La façade est couronnée par un fronton triangulaire. Le campanile s'appuie sur le bras nord de la croisée de transept. Son corps est supérieur avec des angles chanfreinés, de grandes fenêtres d'arcs pleins cintres avec un toit est des balustres datés de 1649. De l'ancien cloitre gothique, il ne reste pratiquement rien, sauf quelques pierres et clefs de voûte éparses.

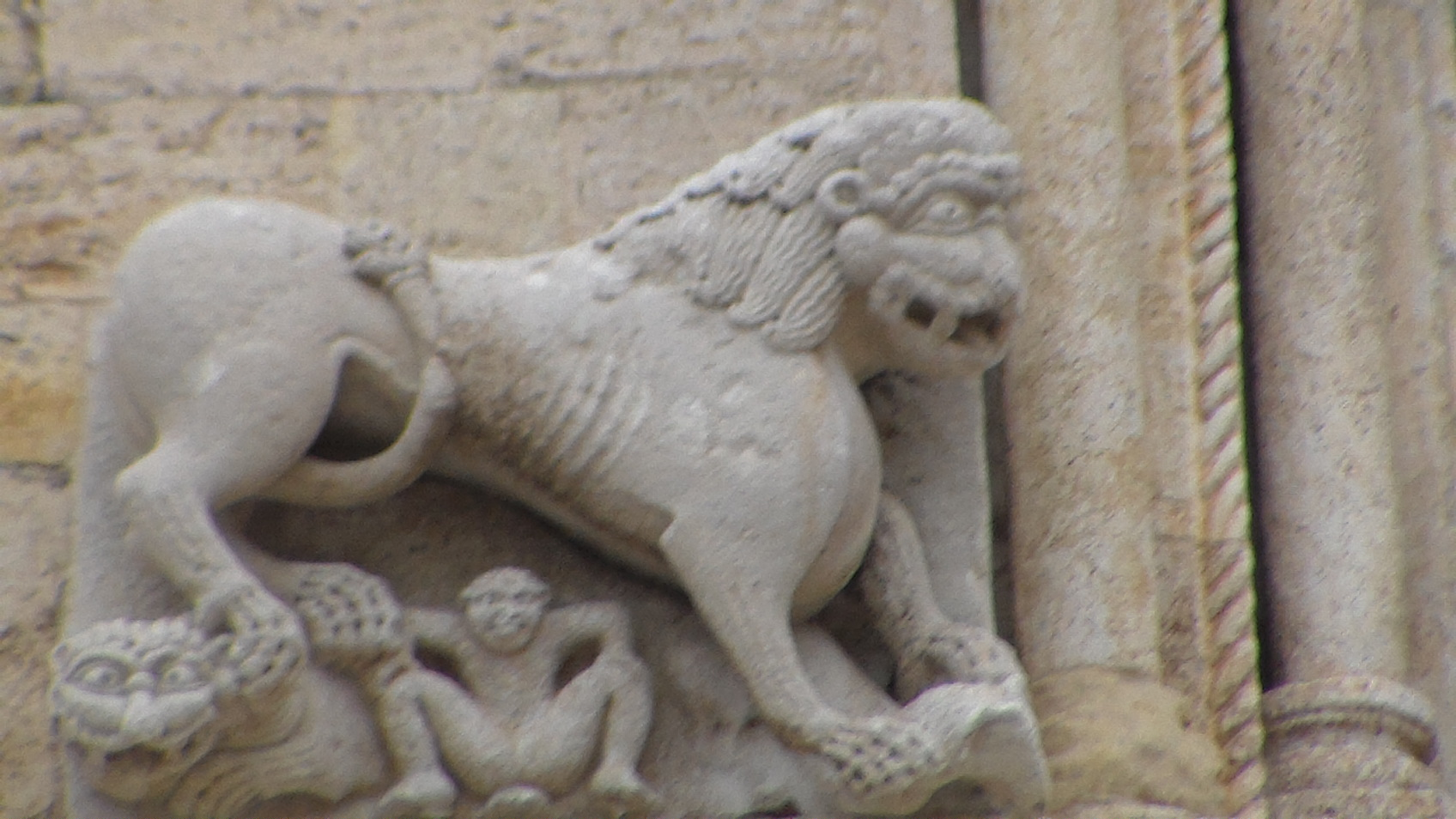
Lion gauche sur la façade
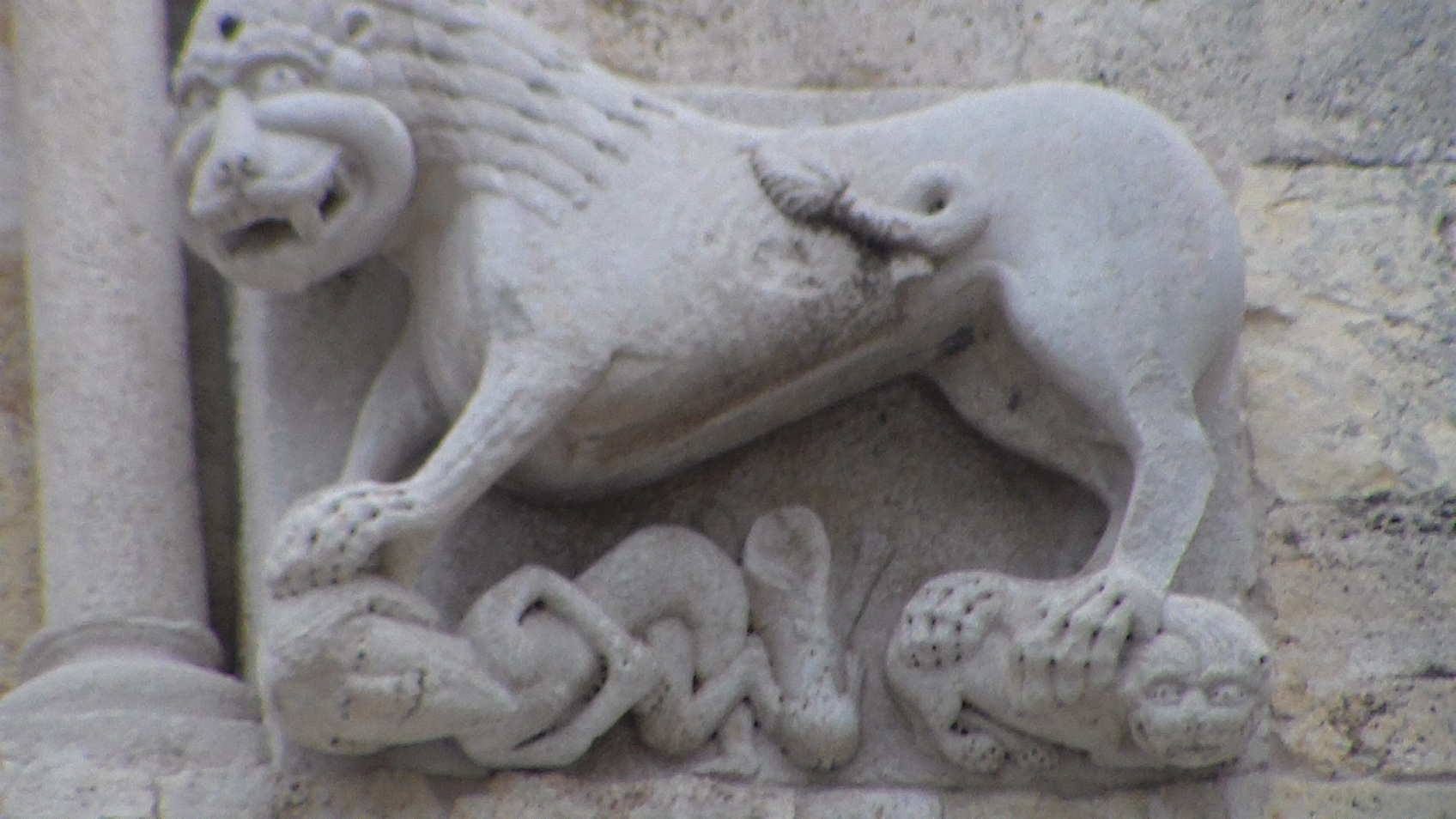
Lion droit sur la façade
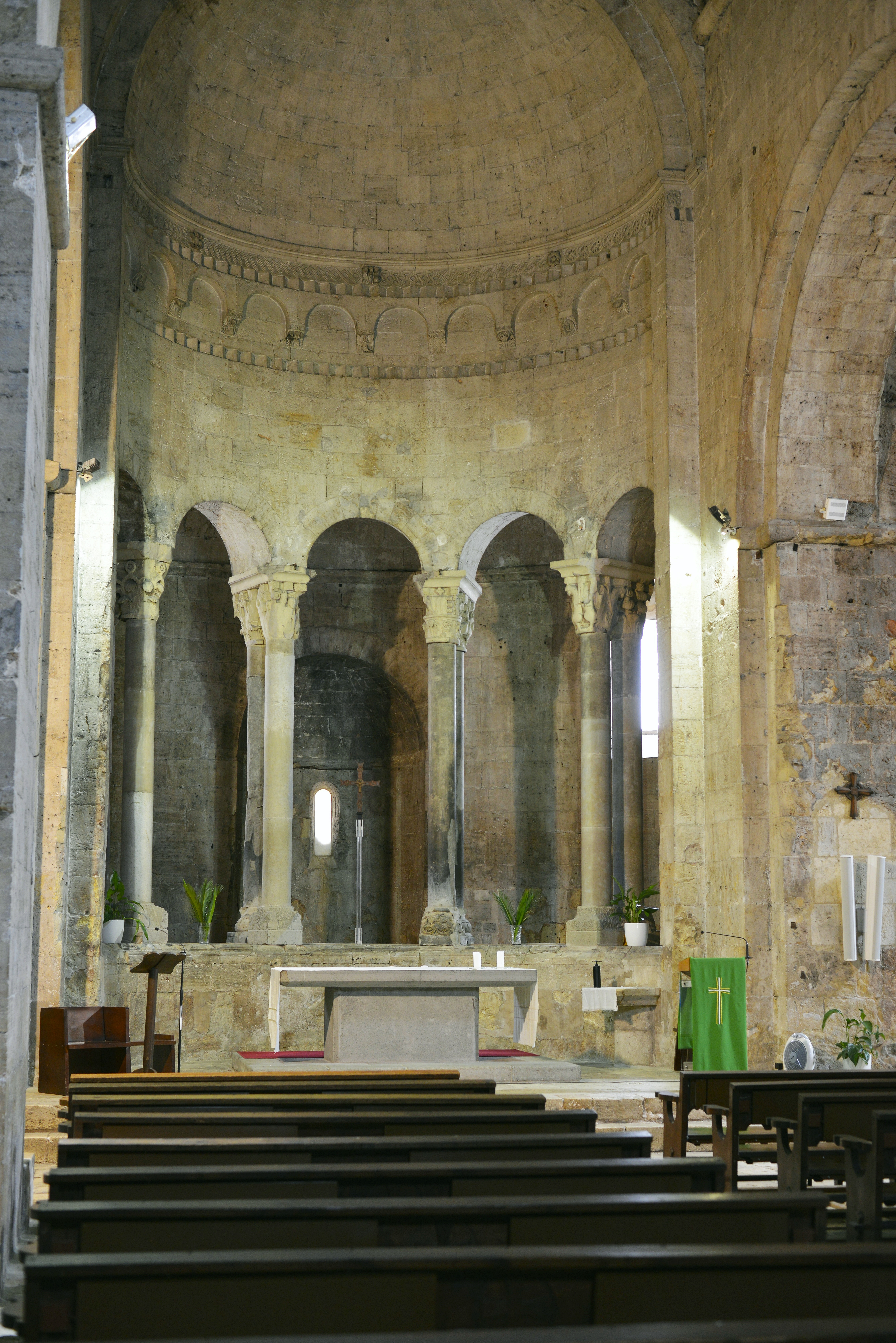

L'expression des lions est agressive. Tous deux sont orientés vers le centre de l'église. Ils bloquent sous leurs pattes des corps humains difformes et des animaux monstrueux. 
Les lions ont été introduits régulièrement comme des instruments efficaces pour repousser les adversaires spirituels, une défense contre les démons, les pêchés et les vices.  Les figures de lions comme gardiens des portes et des fenêtres se rencontrent sur de nombreux édifices du roman hispanique. En Catalogne, il en existe des sculptures sur le portique de Ripoll, à Covet, sur la façade ouest de la Seu d'Urgell et des lions dévoreurs sont sculptés sur un bas-relief du musée d'art de Gérone, dans de nombreuses paroisses de Tolvas et Cistella, à de nombreux lieux de Navarre, à Pampelune, Leyre, Artaiz, Sanguesa et Saint-Nicolas de Tudela. Les lions dévorants sont nombreux sur les portiques dans le roman aragonais et castillan. La prédication pénitente et l'admonition scatologique que partagent tous ces cas étaient déjà présents dans le célèbre tympan de Jaca, bien que la complexité théologique de cet ensemble ne puisse pas être comparée aux exemples catalans et navarrais.

## Histoire
L'ancien monastère bénédictin de Besalu fut fondé en  977 par le comte de Besalú et l'évêque de Girone Miró Bonfill, qui le met sous le patronage direct du Saint-Siège et obtint le dépôt des reliques des saints Prime et Félicien d'Agen, qui s'ajoutèrent à ceux de Concorde, Évide, Patron et Marí de Besalú. Le nouveau lieu de culte, dont l'église fut consacrée en 1003 grâce au comte Bernat Tallaferro, semble se substituer à un autre antérieur, du IXe siècle. Le temple actuel date de 1060. Initialement, Saint-Pierre était hors des murs de Besalú, et avait le droit d'enterrer ses fidèles dans une grande zone du cimetière, nommé au XIe siècle « Prat de Sant Pere » « pré de Saint-Pierre », qui était situé sur la place qui se trouve maintenant devant l'église.
Son expansion maximale a eu lieu aux XIIe et XIIIe siècles, lorsqu'elle a été intégrée au comté de Barcelone et qu'elle a fait l'objet d'une réforme. Son déclin a commencé au XVe siècle à cause de la guerre des serfs, des tremblements de terre et de la lutte pour les possessions avec l'évêque de Gérone. L'influence du monastère s'étendit bientôt. Elle possédait les prieurés de Sainte-Marie de Collell (Garrotxa) et Sainte-Madeleine (Tarragone). En 1592, les monastères de Sant Llorenç del Mont et Sant Quirze de Colera furent unis. Elle fut supprimée en 1835 avec confiscation. Entre 1908 et 1914, les Bénédictins d'Encalcat (France) s'y sont installés, mais aujourd'hui, le monastère ayant disparu, l'église est la paroisse de la ville. Pendant la guerre civile espagnole de 1936, il subit un incendie et perdit les meubles et une partie de ses peintures du XVIIIe siècle et quelques sculptures.